# Johann Walter
Johann Walter o Walther, (nascut com a Johann Blanckemüller al Molí del Blanckemühle, Kahla, Turíngia, 1496 - Torgau, Saxònia, 24 d'abril de 1570) fou un músic alemany amic i conseller de Luter.
El 1524 fou nomenat cantor i el 1525 mestre de capella del príncep elector de Saxònia, a Torgau, i quan cinc anys més tard aquesta va ser dissolta per raons econòmiques, els seus cantants van formar una associació coral amb Walter com a director. Poc temps després, per recomanació de Luter, el príncep elector concedí a aquesta societat una modesta subvenció, donant, a més, a Walter una plaça a l'escola municipal, fins que el 1548 fou cridat a Dresden per dirigir la capella de cantors recentment fundada. Va residir a Dresden fins al 1565 quan es va retirar a Torgau amb una pensió.

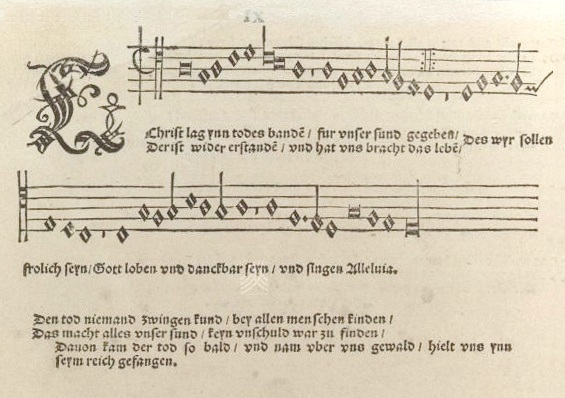
Pàgina del Geystlich Gesank-Buchleyn

A part de la seva col·laboració amb Luter en la missa alemanya, Walther va publicar: Geystlich Gesank-Buchleyn que és la col·lecció més antiga de cants protestants (1524, i nombroses edicions posteriors, l'última el 1878);
- Cantio septem vocum in lauden Dei omnipotentia et Evangeli ejus (1544),
- Magnificat 8 tonorum, (1557),
- Ein newes christliches Lied, (1561),
- Eingar schöner geistlicher und christlicher Bergkreyen, (1561),
- Lob und Preis der himmlischen Kunst Musika, (1564),
- Das christlich Kinderlied Dr. Martín Luthers “Erhalte uns Herr bei Deinem”... mit atlichen lateinischen und deutschen Sängen gemehret, etc.

A més, hi ha composicions seves en moltes de les antologies de l'època.